# 300: Rise of an Empire
300: Rise of an Empire är en amerikansk actionfilm som hade biopremiär i USA den 7 mars 2014. Den är baserad på Frank Millers serieroman Xerxes och är en uppföljare till filmen 300 från 2006. Filmen är regisserad av Noam Murro och manuset skrevs av Zack Snyder och Kurt Johnstad. Rodrigo Santoro, Lena Headey, David Wenham och Andrew Tiernan repriserar sina roller från första filmen.

## Handling
General Themistokles vill återförena Grekland. Han får kämpa mot människoguden Xerxes och den hämndlystna drottningen Artemisia som leder den persiska flottans massiva invasion mot Grekland.

## Rollista (i urval)
- Sullivan Stapleton – Themistokles
- Eva Green – Artemisia
- Lena Headey – Drottning Gorgo
- Rodrigo Santoro – Xerxes
- Hans Matheson – Aischylos
- Jack O'Connell – Calisto
- Callan Mulvey – Scyllias
- David Wenham – Dilios
- Andrew Tiernan – Efialtes
- Yigal Naor – Darius I
- Andrew Pleavin – Daxos
- Ben Turner – General Artaphernes
- Ashraf Barhom – General Bandari
- Peter Mensah – Persisk budbärare

## Om filmen
Från början var titeln tänkt att vara 300: Battle of Artemisium, men ändrades senare.
Filmen skulle ursprungligen haft biopremiär den 2 augusti 2013. Den flyttades fram för att kunna konvertera den i digital 3D.
Filmen hade biopremiär i Sverige den 7 mars 2014.